# Elezioni parlamentari a El Salvador del 2015
Le elezioni parlamentari a El Salvador del 2015 si tennero il 1º marzo per il rinnovo dell'Assemblea legislativa.

## Risultati
| Liste                                               | Voti      | %     | Seggi |
| --------------------------------------------------- | --------- | ----- | ----- |
| Alleanza Repubblicana Nazionalista                  | 885 374   | 38,90 | 32    |
| Fronte Farabundo Martí per la Liberazione Nazionale | 847 289   | 37,23 | 31    |
| Grande Alleanza per l'Unità Nazionale               | 209 897   | 9,22  | 11    |
| Partito di Concertazione Nazionale                  | 154 093   | 6,77  | 4     |
| Partito Democratico Cristiano                       | 56 353    | 2,48  | 1     |
| ARENA - PCN                                         | 37 690    | 1,66  | 3     |
| Cambiamento Democratico                             | 36 796    | 1,62  | –     |
| Democrazia Salvadoregna                             | 19 846    | 0,87  | –     |
| Partito Social Democratico                          | 16 770    | 0,74  | –     |
| PCN - PDC                                           | 6 453     | 0,28  | 1     |
| PCN - Democrazia Salvadoregna                       | 3 658     | 0,16  | 1     |
| Indipendenti                                        | 1 802     | 0,08  | –     |
| Totale                                              | 2 276 021 | 100   | 84    |